# Dolerothera amphiplecta
Dolerothera amphiplecta är en fjärilsart som beskrevs av Edward Meyrick 1918. Dolerothera amphiplecta ingår i släktet Dolerothera och familjen äkta malar.
Artens utbredningsområde är Sri Lanka. Inga underarter finns listade i Catalogue of Life.